# Teletón 2022 (Chile)
La Teletón 2022 fue la trigésima tercera versión de la campaña solidaria que se realizó en Chile, la cual buscó recaudar fondos para la rehabilitación médica de personas con discapacidad motriz. En esta ocasión su eslogan oficial fue «Nos hace bien a todos, Todos los días», y se prolongó por alrededor de 28 horas y 7 minutos. En esta oportunidad, la niña embajadora fue Maithe Urriola.
Originalmente, estaba planificado para llevarse a cabo para los días 2 y 3 de diciembre de 2022, sin embargo se adelantó un mes, para los días 4 y 5 de noviembre, debido a la celebración de la Copa Mundial de Fútbol en Catar, y a que en el primer fin de semana de diciembre -y conforme al calendario fijado por FIFA-  quedaron programados los octavos de final que fueron televisados por Canal 13 y Chilevisión.
Además, en esta edición se confirmó el regreso definitivo de la gira nacional y del tradicional cierre en el Estadio Nacional de Chile desde la última vez, que fue en la edición solidaria de Teletón 2018. También fue la primera Teletón sin la presencia de Mario Kreutzberger "Don Francisco" como el líder principal de la cruzada solidaria (estando presente solo en algunos momentos del evento, pero esta vez pasando este mismo a segundo plano), según él mismo ha anunciado en varias entrevistas, para permitir la llegada de una nueva generación de animadores que lideran la campaña.
Tras casi 28 horas de transmisión ininterrumpida, la emisión se cerró con el último cómputo emitido al aire correspondiente a la cifra de $ 37 327 475 057 pesos chilenos. Sin embargo, y debido a demoras y retrasos en el procesamiento de datos durante la jornada del 5 de noviembre por la alta convocatoria del evento, la recaudación final, publicada por la Fundación Teletón el 5 de diciembre de 2022, correspondiente al total auditado de todos los datos procesados entre el 4 y 5 de noviembre, superó ampliamente lo señalado inicialmente al aire, ascendiendo a una recaudación total final de $ 43 959 783 308 pesos chilenos (US$ 47 263 502), cifra que representa un 24,71% por sobre la meta trazada al inicio de la campaña solidaria.

## Campaña

### Lanzamiento
La presentación de la niña embajadora de la campaña se realizó el 3 de agosto mientras que el lanzamiento oficial de la campaña se realizó el 21 de septiembre en todos los matinales de la televisión chilena.

### Gira Teletón
La gira regresó después de la última vez en 2018 puesto que las versiones de 2020 y 2021 fueron canceladas por las protestas en el país de 2019 y por la pandemia de COVID-19. La gira se realizó el 11 de octubre y fue transmitido por vía streaming por el sitio web de la Teletón y también por Twitch e Instagram. En su tramo norte, la gira se realizó actos en las ciudades de:
- Arica: 11 de octubre
- Iquique: 12 de octubre
- Antofagasta: 13 de octubre
- Copiapó: 14 de octubre
- Coquimbo: 15 de octubre

Tomó un breve descanso, la delegación retomará su periplo hacia el sur. El tramo comprendió las ciudades de:
- Talca: 17 de octubre
- Concepción: 18 de octubre
- Temuco: 19 de octubre
- Valdivia: 20 de octubre
- Puerto Montt: 21 de octubre
- Coyhaique: 22 de octubre

### Matinatón
Como es tradición hace algunos años, este año nuevamente se realizó la "Matinatón", evento donde los programas Tu día (Canal 13), Buenos días a todos (TVN), Contigo en la mañana (Chilevisión), Mucho gusto (Mega) y Hola, Chile (La Red) y sus conductores, además de Francisco Kaminski y José Miguel Furnaro en representación de TV+, se reunieron en las horas previas a la cruzada solidaria para realizar este bloque especial junto con Don Francisco y Maithe Ilabaca, la niña embajadora de este año. El evento se realizó desde las 12:00 a las 12:45 del viernes 4 de noviembre en los estudios de Mucho gusto. En esta ocasión Don Francisco se reencontró con Jorge Artus, expaciente de Teletón recordado por abrazar a Don Francisco en la primera edición de 1978. Además contó con una presentación de Pedro Capó. En esta ocasión, La Red con sus rostros vuelven a la transmisión de este programa tras no haber participado en 2021.

### Digitón
En esta edición se realizó por primera vez la Digitón, una transmisión paralela a la transmisión televisiva del evento, enfocada hacia el público juvenil. Fue transmitida exclusivamente por la plataforma digital Twitch de forma ininterrumpida durante 30 horas.

## Transmisión
La transmisión del evento fue realizada en conjunto por todos los canales de televisión agrupados en Asociación Nacional de Televisión (Anatel). El canal de televisión La Red volvió a sumarse al consorcio, luego de restarse en la edición anterior debido a la delicada situación financiera de dicha emisora y a discrepancias de Albavisión con la organización por reclamaciones de ASCAP por el no pago de derechos conexos a artistas y compositores afiliados a ASCAP y por la situación de la fundación en cuanto a la rendición de cuentas.
- Telecanal
- La Red
- TV+
- TVN
- TV Chile
- Mega
- Mega 2
- Chilevisión
- Canal 13
- 13i
- Televisión Regional de Chile
- Tevex
- WappTV

Asimismo también fue emitida por los canales regionales agrupados en Asociación Regional de Canales de Televisión.

### Radios
| Además fue transmitido por radiodifusoras asociadas en la Asociación de Radiodifusores de Chile: - Radio Agricultura - Radio Cooperativa - Radio Portales de Santiago - Play FM - Sonar FM - Tele13 Radio - Radio Festival | También fue transmitido por las radioemisoras no agrupadas en la Asociación de Radiodifusores de Chile (Archi): - ADN Radio Chile - Radio Bío-Bío - Radioactiva - Radio Carolina - Radio La Clave - Radio Concierto - Los 40 - Disney Chile - Radio Imagina - Radio Pudahuel - Rock & Pop - Radio Azúcar - FM Tiempo |

## Programación
| Horario                                | Bloque            | Contenido y presentaciones musicales |
| -------------------------------------- | ----------------- | --- |
| 22:00 - 02:00                          | Obertura          | Con un paseo por diversos programas de televisión de todos los canales afiliados a la Asociación Nacional de Televisión, y un video donde los niños con capacidades diferentes, muestran como son sus vidas enfrentando dicha condición, se da inicio a la edición número 33 de la campaña solidaria. Luego de la obertura, personal que trabaja en los institutos junto con conductores se suben al escenario mientras se oye de fondo una arenga de apoyo a la campaña por parte de Pedro Carcuro y se mostró la historia de superación del joven tiktoker Joseph Rivas, cuyos padres fueron los que entregaron la primera donación, la cual fue de $207 840. Martín Cárcamo, Francisco Saavedra y Cecilia Bolocco con los encargados de conducir el bloque inicial. momento después, se exhibió un video en donde se mostraron los auspiciadores de la cruzada solidaria, y acto seguido, se hizo la presentación de los integrantes de la Mesa Digital. Minutos después, el presidente de la República Gabriel Boric Font se hizo presente en el escenario del teatro con su discurso para convocar a la ciudadanía a colaborar con la campaña. Mario Kreutzberger, quien a mediados de año anunció su retiro de la conducción de la Teletón, se hizo presente en el teatro en el cual realizó su tradicional alocución motivacional y que se llevó una ovación del público. La Familia Lukšić hizo una donación de $ 1 500 millones de pesos chilenos. Actuaciones musicales/artísticas: - Polimá Westcoast, Pailita y Pablo Pesadilla — "Ultrasolo" - Jean Paul Olhaberry, con su rutina de magia e ilusionismo - Piso 21 — Medley ("Pa' olvidarme de ella", "Felices perdidos", "Los cachos") |
| 02:00 - 07:00                          | Madrugatón        | Segmento de trasnoche conducido por Luis Jara, Eduardo Fuentes, Diana Bolocco y Millaray Viera, en el cual hubo humor, música y baile. Se presentó Felipe Avello con su rutina de stand-up comedy y más tarde lo hizo el comediante Rodrigo Villegas. En este mismo segmento se realizó la competencia de talentos en la imitación “Mejor que el original”. El jurado estuvo compuesto por Denisse Corales, Neilas Katinas y René Naranjo. Las duplas participantes fueron: - Team María Jimena Pereyra: Ingrid Parra y María Jimena Pereyra — "Si me vas a abandonar" (finalista) - Team Andrés de León: Daniel Valenzuela y Andrés de León — "Mi loco amor de verano" - Team Jordan: Matías Vega y Jordan — "¿Y que pasó?" (finalista) - Team Flor de Rap: Yamila Reyna y Flor de Rap — "Don't stop" (finalista) - Team Leo Rey: José Luis Repenning y Leo Rey — "Que nadie se entere" El jurado escogió a las duplas finalistas, y la decisión recayó en el público que votó, en la cuenta oficial de la Teletón en Twitter, por la dupla ganadora, la cual fue el Team Jordan con un 51% de las preferencias. Actuaciones musicales: - Orquesta Huambaly — Popurrí de éxitos - Musical Leona Proyect - José Alfredo Fuentes, Pablo Rojas, Forest — "Te perdí" - Standly — "Pégate", "Panamera" - Bloque 8 — "Saca la casa p'al mambo", "Borracho y loco" |
| 07:00 - 13:35                          | Levántate Familia | Segmento matutino conducido por Julián Elfenbein, Cristián Sánchez y Martín Cárcamo, desde el Teatro Teletón, y Juan Pablo Queraltó desde Rancagua. Mario Kreutzberger junto con Francisco Saavedra se trasladaron a la capital de la Región del Libertador General Bernardo O'Higgins para participar de la tradicional “Desayunatón”, y el lugar escogido fue la Casa de la Cultura, que está próximo al terreno donde se proyecta el futuro instituto regional, el cual estaría operativo en 2025. Además se desarrolló el segmento infantil, el clásico bloque de todos los tiempos, pensado para los niños y la familia. A partir de las 10 de la mañana comenzó la corrida del Banco de Chile, que tuvo lugar en el Parque O'Higgins y en la que se desarrolló un espectáculo musical para los asistentes. Actuaciones musicales/artísticas: - Thayz Torres, Sebastián Salinas, Roberto Lobos (Participantes del programa "The Voice") — "Vivir mi vida" (cover de Marc Anthony) - Musical "Familias distintas" con Guaypes Clubs y Sinergia Kids - Musical Los Frutantes y Los Espantapájaros - DJ Méndez — "Leave your fear" (Parque O'Higgins) - Circo de Pastelito y Tachuela Chico - El Perro Chocolo - Soldiers |
| 13:35 - 14:03                          | Noticiero Teletón | Desde los estudios de Chilevisión Noticias de Chilevisión con Soledad Agüero, Andrés Vial, Chantal Aguilar y Daniel Silva. Con la excepción de TV+ que se descolgó de la señal para dar paso al programa Sígueme Y Te Sigo. |
| 14:00 - 16:00                          | Tarde Teletón     | Segmento conducido por Eduardo Fuentes, Daniel Fuenzalida y Cecilia Bolocco. Se inició con un homenaje a los 100 años de la radio en Chile, con coreografías de las canciones más famosas durante el centenario de la radiodifusión nacional. Además se siguieron exhibiendo historias de superación de diversos pacientes que se atienden en los institutos de rehabilitación y se mostraron los avances de las recaudaciones en distintas oficinas del Banco de Chile a lo largo del país. En este bloque concluyó la "Asadotón" que fue encabezada por Francisco Saavedra y Jorge Zabaleta. Mario Kreutzberger, "Don Francisco"; se hizo presente para seguir motivando a la ciudadanía a colaborar. Se realizó la Talentón en donde diversas personalidades pusieron a prueba sus dotes artísticos. El jurado lo conformaron Luis Jara, Fernando Godoy y Héctor "Kanela" Muñoz. Los participantes fueron: - Toto Acuña y Belén Mora — "Love of my life" (cover de Queen) - Carla Zunino — "Un año de amor" (cover de Luz Casal) - María José Weigel — "Que nadie sepa mi sufrir" (Versión en francés y español/cover de Soledad) - María José Bello — "Compromiso" (cover de Cecilia) - Otilio Castro — "Chica de humo" (cover de Emmanuel) - Lucila Vit — "Trátame suavemente" (cover de Soda Stereo) El jurado ha determinado que María José Weigel es la ganadora de la Talentón. Actuaciones musicales: - Anto Bosman — "Carediosa", "Hielo" - Franco El Gorila - Boza - Grupo Ayunmapu |
| 16:00 - 21:07                          | Estelar           | Bloque de clausura de la campaña solidaria desde el Teatro Teletón, conducido por Martín Cárcamo, Eduardo Fuentes, Daniel Fuenzalida y Julián Elfenbein. Se presentaron diversos artistas, se exhibieron las últimas historias de superación y esfuerzo, y se entregaron las donaciones más importantes. Se hizo un tributo a Zalo Reyes, histórico colaborador de la cruzada quien falleció el pasado 21 de agosto y fue homenajeado por Natalino y los nietos Boris y Renata González, en el piano y guitarra respectivamente. A las 21:06 horas se entregó el último cómputo del segmento y fue de $ 19 962 182 339. Actuaciones musicales: - Jeremy Rojas (paciente de la Teletón) — "Avanzar" - Boris y Renata González (nietos de Zalo Reyes) y Natalino — "Con una lágrima en la garganta" |
| Noticieros de cada canal (21:07-22:07) |                   | |
| 22:08 - 02:07                          | Cierre            | Con un juego de imágenes en donde mostraron el coliseo ñuñoíno sin público y luego con público, se dio inicio al bloque de clausura de la campaña solidaria en el Estadio Nacional Julio Martínez Prádanos, después de 4 años de ausencia. Este bloque fue conducido por Mario Kreutzberger, Cecilia Bolocco, Julián Elfenbein, Karen Doggenweiler, Martín Cárcamo, Eduardo Fuentes, María Luisa Godoy, Daniel Fuenzalida, Cristián Sánchez, Millaray Vieira, Francisco Saavedra y Diana Bolocco. El presidente de la CPC Juan Sutil hizo la mayor donación de la campaña, cuya cifra es de $ 2 050 millones. El humorista Stefan Kramer se hizo presente en el escenario interpretando a Bad Bunny, quien interactuó con Francisco "Pancho" Saavedra y Don Francisco. A las 01:50 horas del domingo 6 de noviembre se entregó el último cómputo el cual fue de $ 37 327 475 057. Luego de aquello, se presentó La Sonora de Tommy Rey. Acto seguido, Don Francisco entregó su discurso de agradecimiento a la gente por colaborar y a la "nueva generación" de conductores, y a su vez ellos le agradecieron todo lo que ha hecho por la Teletón durante 44 años. Con ello, y mostrando un resumen de la jornada solidaria, se dio por terminada la trigésima tercera versión de la campaña. Actuaciones musicales: - Obertura musical — "Me vieron cruzar" - Río Roma — "Caminar de tu mano", "Mi persona favorita" - Denise Rosenthal — "Agua segura" (con equipo de la Teletón) y "Faroles" (con KYA, Soulfía y Shirel) - Movimiento Axé - Popurrí de éxitos - Pedro Capó — "Volver a casa", "Calma" - Carlos "Grillo" Aranguiz y Ciclodanza Teletón - Pimpinela — "Traición", "Cuando lo veo", "Olvídame y pega la vuelta" - Luis Jara — Popurrí sinfónico-góspel ("Mañana", "No sabía", "No sé olvidarte", "Ámame") - Polimá Westcoast y Pailita — Popurrí urbano - Natti Natasha — Popurrí "IlumiNatti" - Cachureos — Popurrí 40 años ("Característica (Llegó la hora)" (versión 1993), "La Mosca" (1996), "El Pollo y Juanito (Kikiri kikiri que le haga)" (1995), "El Zancudo Draculón" (1998), "Congelao" (1994)) - Andrés Godoy - Banda Plumas — "Cerca del sol", "Te van a olvidar" - La Sonora de Tommy Rey — Popurrí de éxitos ("El galeón español", "La parabólica", "Se murió Tite", "Daniela") |

## Participantes
| Los artistas que se presentaron son: - Polimá Westcoast - Piso 21 - Natalino - Andrés de León - Luis Jara - Denise Rosenthal - Natti Natasha - Pimpinela - Franco el Gorila - Felipe Avello - Rodrigo Villegas - Sinergia Kids - Pedro Capó - Río Roma - Cachureos - Stefan Kramer - Anto Bosman - Banda Plumas - La Sonora de Tommy Rey | Los presentadores que participaron del evento televisivo son los siguientes: - Mario Kreutzberger - Karen Doggenweiler - Diana Bolocco - Millaray Viera - Daniel Fuenzalida - Martín Cárcamo - Francisco Saavedra - Julián Elfenbein - María Luisa Godoy - Cecilia Bolocco - Rafael Araneda - José Miguel Viñuela - Luis Jara - Cristian Sánchez - Juan Pablo Queraltó - Eduardo Fuentes | - Roberto Cox - Priscilla Vargas - Eduardo de la Iglesia - José Antonio Neme - Julia Vial - Davor Gjuranovic Los que participaron en la mesa digital son: - Pollo Castillo - Arica - Fernando Godoy - Iquique - Kanela Muñoz - Antofagasta - Titi García-Huidobro - Calama - Natalia Duco - Atacama - Consuelo Schuster - Coquimbo - Lucho Miranda (Capitán de la Mesa Digital) - Santiago - Carolina Infante - Valparaíso - Angélica Castro – Maule - Rodrigo Sepúlveda - Concepción - Monserrat Álvarez - Temuco - Gino Costa - Valdivia - Ignacia Antonia - Puerto Montt - Pastelito - Aysén - Pamela Díaz - Mesa Digital vía cámara - Polimá Westcoast - Invitado especial al evento |

## Recaudación

### Cómputos parciales
Este año, y tal como se hizo desde 1978 hasta 2003, desde 2015 hasta 2018, y desde el año 2021, la contabilización de las donaciones de las empresas auspiciadoras se llevó a cabo mediante el sistema tradicional, con lo cual la donación de cada empresa se sumó al monto recaudado solamente cuando sus representantes anunciaron públicamente su contribución en el escenario del Teatro Teletón o en el Estadio Nacional Julio Martínez Prádanos.
| Fecha          | Hora           | Pesos chilenos CLP | % Meta  | Dólares USD  | Euros €      |
| -------------- | -------------- | ------------------ | ------- | ------------ | ------------ |
| 4 de noviembre | 22:28          | $ 207 840          | < 0,01% | $ 241        | € 222        |
| 5 de noviembre | 00:34          | $ 3 528 454 791    | 10,01%  | $ 4 093 857  | € 3 776 980  |
| 5 de noviembre | 03:04          | $ 4 886 817 904    | 13,86%  | $ 5 669 885  | € 5 231 018  |
| 5 de noviembre | 06:11          | $ 5 453 940 475    | 15,47%  | $ 6 327 884  | € 5 838 086  |
| 5 de noviembre | 09:30          | $ 5 627 420 669    | 15,96%  | $ 6 529 163  | € 6 023 785  |
| 5 de noviembre | 11:23          | $ 6 070 226 808    | 17,22%  | $ 7 042 925  | € 6 497 780  |
| 5 de noviembre | 13:29          | $ 6 840 929 371    | 19,41%  | $ 7 937 125  | € 7 322 767  |
| 5 de noviembre | 15:36          | $ 7 768 160 128    | 22,04%  | $ 9 012 936  | € 8 315 307  |
| 5 de noviembre | 16:42          | $ 8 909 623 876    | 25,28%  | $ 10 337 309 | € 9 537 169  |
| 5 de noviembre | 17:40          | $ 10 188 736 071   | 28,91%  | $ 11 821 387 | € 10 906 375 |
| 5 de noviembre | 18:40          | $ 11 655 511 566   | 33,07%  | $ 13 523 200 | € 12 476 462 |
| 5 de noviembre | 19:44          | $ 14 220 079 289   | 40,34%  | $ 16 498 717 | € 15 221 664 |
| 5 de noviembre | 21:06          | $ 19 962 182 339   | 56,63%  | $ 23 160 939 | € 21 368 210 |
| 5 de noviembre | 22:27          | $ 23 868 745 673   | 67,72%  | $ 27 693 494 | € 25 549 931 |
| 5 de noviembre | 23:17          | $ 27 638 339 633   | 78,41%  | $ 32 067 131 | € 29 585 034 |
| 6 de noviembre | 00:40          | $ 32 798 605 075   | 93,05%  | $ 38 054 281 | € 35 108 761 |
| 6 de noviembre | 01:50          | $ 37 327 475 057   | 105,9%  | $ 43 308 862 | € 39 956 620 |
| 5 de diciembre | 5 de diciembre | $ 43 959 783 308   | 124,71% | $ 51 003 937 | € 47 056 072 |

### Aportes de marcas auspiciadoras
En esta versión, veintidós patrocinadores entregaron los aportes indicados a continuación:
| Empresa           | Marca           | Giro                     | Monto en pesos        | Monto en dólares      | Monto en euros        |
| ----------------- | --------------- | ------------------------ | --------------------- | --------------------- | --------------------- |
| Banco de Chile    | Banco de Chile  | Banco                    | $ 1 800 000 000       | $ 2 088 434           | € 1 926 782           |
| SMU               | Unimarc         | Supermercado             | $1 315 000 000        | $ 1 525 717           | € 1 407 621           |
| Softys            | Babysec         | Pañales                  | $ 623 526 660         | $ 723 441             | € 667 445             |
| Softys            | Confort         | Papel higiénico          | $ 623 526 660         | $ 723 441             | € 667 445             |
| Softys            | Cotidian        | Pañales para adultos     | $ 623 526 660         | $ 723 441             | € 667 445             |
| Softys            | Nova            | Papel absorbente         | $ 623 526 660         | $ 723 441             | € 667 445             |
| Softys            | Elite           | Productos de aseo        | $ 623 526 660         | $ 723 441             | € 667 445             |
| CCU               | Cachantún       | Agua mineral             | $ 1 008 165 230       | $ 1 169 714           | € 1 079 175           |
| CCU               | Bilz y Pap Zero | Gaseosa                  | $ 1 008 165 230       | $ 1 169 714           | € 1 079 175           |
| CCU               | Cerveza Cristal | Cerveza                  | $ 1 008 165 230       | $ 1 169 714           | € 1 079 175           |
| CCU               | Watt's          | Néctar y jugo de frutas  | $ 1 008 165 230       | $ 1 169 714           | € 1 079 175           |
| Claro Chile       | Claro           | Telecomunicaciones       | $ 391 549 407         | $ 454 292             | € 419 128             |
| Colún             | Colún           | Quesos y otros lácteos   | $ 292 057 000         | $ 338 856             | € 312 628             |
| Copec             | Copec           | Gasolinera               | $ 525 363 986         | $ 609 549             | € 562 368             |
| LATAM Airlines    | LATAM           | Aerolínea                | Donación no monetaria | Donación no monetaria | Donación no monetaria |
| Unilever          | Omo             | Detergentes              | $ 152 417 328         | $ 176 841             | € 163 153             |
| Papa John's Pizza | Papa John's     | Cadena de pizzerías      | No fue presentado     | No fue presentado     | No fue presentado     |
| Ripley            | Ripley          | Tiendas por departamento | $ 230 000 000         | $ 266 855             | € 246 200             |
| Soprole           | Soprole         | Productos lácteos        | $ 400 000 000         | $ 464 096             | € 428 174             |
| Agrosuper         | Super Pollo     | Productos avícolas       | $ 624 000 000         | $ 723 990             | € 667 951             |
| Cambiaso Hermanos | Superior        | Bolsas de basura         | $ 395 000 000         | $ 458 295             | € 422 822             |
| Cambiaso Hermanos | Té Supremo      | Té                       | $ 395 000 000         | $ 458 295             | € 422 822             |
| Total             | Total           | Total                    | $ 7 757 079 611       | $ 9 000 081           | € 8 303 446           |

Los aportes de los patrocinadores están regulados conforme a lo indicado en la ley de la República N°19.885 y demás jurisprudencia vigente sobre la materia.Asimismo, la rendición de cuentas de las inversiones realizadas a partir de los aportes realizados durante el periodo 2022-2023 fueron publicados en la página de transparencia institucional de la Fundación Teletón.

### Lucatón
La novedad de esta campaña fue la Lucatón, que reemplazó a las subastas que se realizaron en otras campañas. El periodista deportivo Jorge Gómez (Pelotazo), quien está a cargo de esta sección desde 2016, fue el martillero público a cargo de la subasta.
Este nuevo método de donación consiste en que quienes quieran participar en el sorteo deben depositar desde $1.000 CLP, de ahí su nombre, y automáticamente entraron en la subasta de los diversos premios subastados durante la jornada de 2022.
| Objeto |
| --- |
| 4 entradas Avant Premiere Un Like de Navidad de Ignacia Antonia.                                                        |
| Álbum completo de la Copa Mundial de la FIFA Chile 1962.                                                                |
| Álbum Panini de la Copa Mundial de la FIFA Catar 2022 + todas las láminas, autografiada por Claudio Bravo-              |
| Aspiradora Robot Osojí, Intervenido por Totoy Zamudio.                                                                  |
| Camisa y Gorro de Eliseo Salazar, autografiada por él mismo.                                                            |
| Camiseta Audax Italiano de Carlos Labrín, autografiada por todo el plantel.                                             |
| Camiseta Audax Italiano de Osvaldo Bosso, autografiada por todo el plantel.                                             |
| Camiseta autografiada de Felipe Castillo.                                                                               |
| Camiseta Cobreloa (con estampado Teletón 2022), reportaje Martina y César Sánchez.                                      |
| Camiseta Cobreloa, autografiada por todo el plantel.                                                                    |
| Camiseta Cobresal de Cecilio Waterman, autografiada por todo el plantel.                                                |
| Camiseta Cobresal de Gastón Lezcano, autografiada por todo el plantel.                                                  |
| Camiseta Colo-Colo de Gabriel Suazo, autografiada por todo el plantel.                                                  |
| Camiseta Colo-Colo de Juan Martín Lucero, autografiada por todo el plantel.                                             |
| Camiseta Colo-Colo de Pablo Solari (Copa Chile 2021), autografiada por todo el plantel.                                 |
| Camiseta Coquimbo Unido de Gonzalo Jara, autografiada por todo el plantel.                                              |
| Camiseta Coquimbo Unido de Joe Abrigo, autografiada por todo el plantel.                                                |
| Camiseta De Gavardo, autografiada por Tomás De Gavardo.                                                                 |
| Camiseta Deportes Concepción (patrocinador banda Los Tres), autografiada por todo el plantel.                           |
| Camiseta Deportes Concepción de Gabriel Vargas, autografiada por todo el plantel.                                       |
| Camiseta Deportes La Serena, autografiada por todo el plantel.                                                          |
| Camiseta Deportes Puerto Montt, autografiada por todo el plantel.                                                       |
| Camiseta Deportes Temuco, autografiada por todo el plantel.                                                             |
| Camiseta Everton de Juan Cuevas, autografiada por todo el plantel.                                                      |
| Camiseta Everton de Rodrigo Echeverría, autografiada por todo el plantel.                                               |
| Camiseta Flamengo de Arturo Vidal.                                                                                      |
| Camiseta Olympique de Lyon de Christiane Endler, autografiada por ella misma.                                           |
| Camiseta Palestino de Agustín Farías.                                                                                   |
| Camiseta Palestino de Bruno Barticciotto, autografiada por todo el plantel.                                             |
| Camiseta Selección Chilena de hockey césped femenino de Manuela Urroz, autografiada por ella misma.                     |
| Camiseta Selección Chilena de Hockey Femenino de Natalia Salvador, autografiada por todo el plantel.                    |
| Camiseta Selección Chilena de Rugby, autografiada por todo el plantel.                                                  |
| Camiseta Unión Española (negra) de Thomas Galdames.                                                                     |
| Camiseta Unión Española de Bastián Yáñez.                                                                               |
| Camiseta Universidad Católica (85 años), autografiada por todo el plantel.                                              |
| Camiseta Universidad Católica de Marcelino Núñez, autografiada por todo el plantel.                                     |
| Camiseta Universidad Católica de Matías Dituro, autografiada por él mismo.                                              |
| Camiseta Universidad Católica, autografiada por todo el plantel.                                                        |
| Camiseta Universidad de Chile de Darío Osorio, autografiada por todo el plantel.                                        |
| Camiseta Universidad de Chile de Lucas Assadi, autografiada por todo el plantel.                                        |
| Colección Pins Evolución Universidad de Chile, autografiada por Rafael Olarra y Diego Rivarola.                         |
| Cuadro Alma del Desierto de Catalina Aguad, pintado por niña de Teletón Antofagasta.                                    |
| Cuadro autografiado Paris Hilton (perros y gatos), pintado por el taller de arte Teletón.                               |
| Cuadro autografiado Paris Hilton (gata más un afiche de la fragancia Ruby Rush), pintado por el taller de arte Teletón. |
| Cuadro autografiado por Natti Natasha, pintado por el taller arte Teletón.                                              |
| Cuadro Teletón creado por el taller de arte Teletón, autografiado por Daddy Yankee.                                     |
| Guantes autografiado por Johnny Herrera en Everton 2020.                                                                |
| Guantes de Sammis Reyes, autografiada por él mismo.                                                                     |
| Libro Quien soy Biográfico de Don Francisco de 1987.                                                                    |
| Lienzo autografiado Daddy Yankee, La última vuelta World Tour.                                                          |
| Polera autografiada Daddy Yankee, Merch Oficial Tour Legendaddy.                                                        |
| Réplica Oficial Copa Libertadores, autografiada por Patricio Yáñez y Marcelo Barticciotto.                              |
| Robot Limpia Vidrios Osojí, Intervenido por Totoy Zamudio.                                                              |
| Vinilo Himno Oficial de la Quinta Teletón.                                                                              |
| Vinilo Icónico de Don Francisco de 1968.                                                                                |
| Zapatillas de Cristian Garín.                                                                                           |
| Zapatillas de Sammis Reyes.                                                                                             |